# Georges Boully
Pour les articles homonymes, voir Boully (homonymie).
Georges Boully est un homme politique né le 20 février 1877 à Saint-Valérien (Yonne) et décédé le 9 mars 1949 dans cette même commune. Il est député puis sénateur de l'Yonne dans l'entre-deux-guerres.

## Biographie
Issu d'une famille originaire du Gatinais, il est reçu au concours d'instituteur en 1896 et nommé à Auxerre puis à Sens. Il est ensuite admis à l'École normale supérieure de Saint-Cloud. À sa sortie, il est professeur de lettres à l'école primaire supérieure de Saint-Fargeau, puis professeur titulaire dans les écoles normales de Rodez, de Poitiers, puis à l'école supérieure de Tourcoing et enfin à celle de Tonnerre (Yonne), où il se fixe. Il est président de la section locale de la Ligue des droits de l'homme et membre et président de plusieurs organisations coopératives. Il est élu conseiller municipal de Tonnerre en 1919.
Pour les élections législatives de 1924, il prend la tête de la liste départementale du Cartel de gauche, sous les couleurs du Parti républicain-socialiste,  et, au quotient électoral, est le seul élu de sa liste, les quatre aux sièges étant remportés par la liste mené par le libéral Pierre-Étienne Flandin. 
Lors du scrutin de 1928, redevenue au scrutin uninominal majoritaire à deux tours par circonscription, il battu de peu par Louis Marteau (6 961 voix contre 6645) dans la circonscription de Sens
Lors des législatives de 1932, il se représente, cette fois-ci sous les couleurs du Parti socialiste français, et retrouve son siège face au député sortant. 
En 1936, il abandonne son mandat de député étant élu sénateur de ce département ; il est alors membre de l'Union socialiste républicaine, et siège au sein du groupe de la Gauche démocratique. L'un de ses proches, Paul Campargue, lui succède comme député.
Il est également maire de sa commune natale, Saint-Valérien entre 1935 et 1941.
Il s'investit fortement en faveur du développement des coopératives agricoles et préside, au Sénat, la commission spécialement chargée de l'étude de cette question. Il continuera à animer le mouvement coopératif français après la Seconde Guerre mondiale.
Le 10 juillet 1940, il vote en faveur de la remise des pleins pouvoirs au Maréchal Pétain. 
Franc-maçon, il est démis d'office de ses mandats, en 1941, en application de la loi sur les sociétés secrètes,. 
Il ne retrouve pas de mandat parlementaire après la Libération mais continue à militer dans des structures coopératives ainsi qu'à la Ligue des droits de l'homme dont il demeure membre du Comité central jusqu'à son décès en 1949.